# Oliver Sträter
Oliver Sträter (* 2. Mai 1964 in Werl) ist ein deutscher Psychologe und seit 2008 Professor für Arbeitspsychologie und Organisationspsychologie an der Universität Kassel.

## Leben
Oliver Sträter studierte von 1984 bis 1989 Psychologie an der Westfälischen Wilhelms-Universität Münster, der Rheinisch-Westfälischen Technischen Hochschule Aachen und der Ruhruniversität Bochum.
Nach dem erfolgreichen Abschluss des Studiums als Diplom-Psychologe war er 1991 bis 2001 als wissenschaftlicher Mitarbeiter der Gesellschaft für Anlagen- und Reaktorsicherheit tätig. Dort promovierte er 1997 unter der Betreuung von Heiner Bubb (TU München) zum Dr. phil. mit seiner Dissertationsschrift „Beurteilung menschlicher Zuverlässigkeit auf Basis von Betriebserfahrung“. 
Von 2001 bis 2008 war er als Projektleiter für Forschungsprojekte im Bereich mentaler Belastung und Koordinator sämtlicher Sicherheitsfragen für die Entwicklung des Single European Sky bei Eurocontrol, der Europäischen Agentur für Flugsicherung, tätig. Hier habilitierte er 2004 mit einer Schrift zum Thema „Cognition and safety – An Integrated Approach to Systems Design and Performance Assessment“ in Ergonomie/Arbeitspsychologie.
2008 erhielt er einen Ruf an die Universität Kassel und leitet seitdem das Fachgebiet Arbeits- und Organisationspsychologie im Fachbereich Maschinenbau.
Oliver Sträter ist Past-Präsident des Vorstands und Ehrenmitglied der Gesellschaft für Arbeitswissenschaft (GfA). Er leitet den Arbeitskreis Menschliche Zuverlässigkeit und Sicherheit beim Verein deutscher Ingenieure (VDI). Für seine langjährige ehrenamtliche Tätigkeit erhielt er 2021 die Ehrenplakette des VDI.

## Forschungsschwerpunkte
Im Fachgebiet Arbeits- und Organisationspsychologie der Universität Kassel beschäftigt sich Oliver Sträter mit der Analyse und Gestaltung von Arbeitsbedingungen, mit den arbeitsbedingten Belastungen und Beanspruchungen, mit der Analyse von Arbeitsorganisationen und ihren spezifischen Auswirkungen auf die Organisationsmitglieder und mit den unterschiedlichen Formen der Kompetenzentwicklung in Profit- und Non-Profit-Organisationen.
Seine Forschungsschwerpunkte sind:
- Kognitive Gestaltung (Menschliche Informationsverarbeitung, Ergonomie, Informations- und Wissensmanagement, Entscheidungsunterstützungssysteme)
- Organisatorische Gestaltung (Organisationsklima, Gesundes Führen, Psychische Belastungen, Lernende Organisation)
- Systemische Gestaltung (Fehlermanagement & Unfallanalyse, Menschliche Zuverlässigkeit, Risikomodellierung, Alter(n)sgerechte Arbeitsgestaltung)
- Kognitiver Verarbeitungszyklus

Die Ergebnisse seiner Forschung wurden in mehr als 80 Veröffentlichungen dargestellt.

## Gremien, Mitgliedschaften u.a.
- Past-Präsident der Gesellschaft für Arbeitswissenschaft[5]
- Ehrenmitglied der Gesellschaft für Arbeitswissenschaften[6]
- Mitglied im VDI-Fachbeirat „Sicherheit und Zuverlässigkeit“[7]
- Leiter des VDI-Fachausschusses „Menschliche Zuverlässigkeit und Sicherheit“
- Mitglied Deutsche Gesellschaft für Psychologie (DGPs)
- Gründungsvorstand der Fachgesellschaft für Arbeitssicherheit und Gesundheit (PASIG)
- Stellvertretender Sprecher der Deutschen Arbeitsgemeinschaft für Endlagerforschung (DAEF)[8]
- Mitglied ENSI Expertengruppe Reaktorsicherheit des Eidgenössischen Nuklearsicherheitsinspektorats (CH) 2012–2020
- Mitglied des Beirats des Fachprogramms „Zukunft der Wertschöpfung – Forschung zu Produktion Dienstleistung und Arbeit“ des BMBF
- Mitglied des Beirats des BMBF-Projekts „CoCo – Collect and Connect – KI-gestützte Cloud für die interdisziplinäre vernetzte Forschung und Innovation für die Zukunftsarbeit“
- Beirat in der Förderrichtlinie zur „Förderung der Forschung und Lehre zur Gesundheit in der Arbeitswelt“ (FoGA) des BMAS und der BAuA[9]
- Mitglied des DFG-Fachkollegiums für das Fach „Arbeitswissenschaft, Ergonomie, Mensch-Maschine-Systeme“ im  Fachkollegium „Systemtechnik“[10]

## Publikationen (Auswahl)
- Cognition and safety – An Integrated Approach to Systems Design and Performance Assessment. Aldershot, Ashgate 2005
- als Herausgeber: Risikofaktor Mensch? – Zuverlässiges Handeln gestalten. Beuth, Berlin 2019.
- Human Reliability Assessment – State of the Art for Task- and Goal-related Behavior. In: P. V. Varde, R. V. Prakash & N. S. Joshi (Eds.): Risk Based Technologies. Springer, Singapore 2019, S. 143–171.
- Wandel der Arbeitsgestaltung durch Digitalisierung – Transfer von Erkenntnissen aus der Sicherheitsforschung auf die Arbeitsgestaltung in der digitalen Transformation. Zeitschrift für Arbeitswissenschaft, 73, S. 252–260, 2019.
- mit R. Häusler: Arbeitswissenschaftliche Aspekte der Mensch-Roboter-Kollaboration. Springer Gabler, Wiesbaden 2020.